# Boo (programspråk)
Boo är ett objektorienterat, statiskt typat programmeringsspråk som har utvecklats sedan år 2003, som försöker använda Common Language Infrastructures stöd för Unicode, internationalisering och webbapplikationer, samtidigt som det har en Python-inspirerad syntax och speciell fokus på utbyggbarhet hos både språket och kompilatorn.
Boo är gratis mjukvara som släppts under en MIT/BSD–liknande licens. Boo är kompatibelt med både Microsoft .NET och Mono-ramverket.

## Exempelkod

### Programmet "Hello world"
```
print
 
"Hello, world!"

```

### Funktion för att generera Fibonacci-serier
```
def
 
fib
():

    
a
,
 
b
 
=
 
0
L
,
 
1
L
       
#The 'L's make the numbers 64-bit

    
while
 
true
:

        
yield
 
b

        
a
,
 
b
 
=
 
b
,
 
a
 
+
 
b

# Print the first 5 numbers in the series:

for
 
index
 
as
 
int
,
 
element
 
in
 
zip
(
range
(
5
),
 
fib
()):

    
print
(
"${index+1}: $
{element}
"
)

```